# Gundelia
Gundelia là một chi thực vật có hoa trong họ Cúc (Asteraceae).

## Loài
Chi Gundelia gồm các loài: